# Placosternus erythropus
Placosternus erythropus es una especie de escarabajo longicornio de la tribu Clytini

## Descripción
Placosternus erythropus es un escarabajo moderadamente delgado con antenas excepcionalmente largas. Su cuerpo alcanza hasta 20 mm de largo.
La página de iNaturalist que muestra imágenes de las cuatro especies que componen el género Placosternus muestra que las especies son bastante similares entre sí. Todos son negros con rayas y manchas blancas o amarillentas y tienen apéndices rojos o rojizos.
El género Megacyllene, que es estrechamente relacionado con Placosternus, abarca especies que en forma, patrón y color son similares a las de Placostrnus, como se ve en la página de iNaturalist que muestra imágenes de especies que constituyen Megacyllene. La principal característica física que separa los dos géneros es que hay una espina en el «antenómero basal» de las especies de Megacyllene, mientras que esa espina falta en las de Placosternus. Un antenómero es cualquier segmento de una antena, por lo que un antenómero basal es el antenómero en la base de la antena. 

## Distribución
Placosternus erythropus se encuentra en el oeste y sur de Texas en los EE. UU., hacia el sur a través de México y América Central hasta Costa Rica.

## Ciclo de vida
Las hembras depositan los huevos en la corteza interna de una planta leñosa, el floema. Cuando los huevos  eclosionan, cada larva mastica su propia cámara, alimentándose primero del floema que conecta con el cambium y luego excavando su cámara en la madera, el xilema. Cuando las larvas están listas para  pupar, ensanchan su túnel y lo recubren con virutas o fibras de madera, donde pupan. Los adultos recién emergidos construyen un túnel ovalado que los lleva al exterior, y luego vuelan.

## Ecología
En México, Placosternus erythropus se llama Escarabajo Barrenador del Mezquite. Sin embargo, los adultos y las larvas utilizan una amplia variedad de árboles distintos del mezquite, incluyendo capulín, ciruelo, duraznero, eucaliptos, fresno, manzano, olmo, olmo chino, peral, y miembros  arbustivos de la familia Asteraceae, como "Montanoa tomentosa" y "Gymnosperma glutinosum".
Incluso se ha documentado que los adultos se alimentan de  pimiento morrón cortados en rodajas y dejados secar al sol.

## Taxonomía
Placosternus erythropus fue descrito por Auguste Chevrolat en 1835.

### Sinónimos y combinaciones[1]
- Clytus erythropus Chevrolat, 1835
- Arhopalus erythropus Chevrolat, 1835
- Clytus (Cyllene) erythropus variegatus Castelnau & Gory, 1841
- Clytus (Cyllene) mexicanus Castelnau & Gory, 1841
- Clytus erythropus variegatus Castelnau & Gory, 1841
- Clytus mexicanus Castelnau & Gory, 1841
- Clytus variegatus Castelnau & Gory, 1841
- Clytus (Cyllene) erythropus Chevrolat, 1835
- Cyllene erythropa Chevrolat, 1835
- Cyllene erythropus Chevrolat, 1835
- Cyllene erythropus variegata Castelnau & Gory, 1841
- Cyllene mexicana Castelnau & Gory, 1841
- Megacyllene erythropa Chevrolat, 1835

## Etimología
En el nombre del género Placosternus, placo significa «plano» en griego. El sufijo -sternus es una forma de la palabra griega sternon, que significa «pecho». Por lo tanto, «de pecho plano».
El nombre de la especie erythropus es una palabra usada en latín pero derivada del término griego erythros, que significa «rojo», y pous para «pie»: «patas rojas».